# Alex Gardner (Sänger)
Alex Gardner (* 23. Juli 1991 in Edinburgh) ist ein schottischer Sänger.

## Leben
Gardner wuchs in einer musikalischen Atmosphäre auf. Seine Mutter spielte Violine in einem Orchester, sein älterer Bruder in einer Heavy-Metal-Band. Er erhielt bereits im Alter von fünf Jahren Klavierunterricht und mit zehn Jahren Gitarrenunterricht.
Mit 16 verließ er die Schule in Edinburgh und zog nach London, um dort seine Musikkarriere zu starten. Seinen ersten großen Hit, „I’m not mad“, schrieb er, als er 13 Jahre alt war.

## Diskografie

### EPs
- 2010: Alex Gardner

### Singles
- 2010: I’m Not Mad
- 2010: Feeling Fine